# عبد الرحمن محمد
عبد الرحمن محمد لاعب كرة قدم إماراتي سابق. لعب مع منتخب الإمارات لكرة القدم و نادي النصر الإماراتي في دبي
شارك في كأس العالم لكرة القدم 1990 وكان قائد الفريق في المباراة ضد ألمانيا الغربية. 

## كأس الخليج 1988
يعمل حاليًا محلل لمباريات كرة القدم، وكانت بدايته منذ بالإعلام منذ أن كان لاعب بالمنتخب حيث كان يتكفل بعمل مقابلات مع زملاءه اللاعبين، وقد شارك بعدة برامج رياضية كثيرة منها بقناة دبي الرياضية وقناة أبو ظبي الرياضية، وقناة mbc وقناة العربية، وشارك بتحليل لمباريات الدوري الإنجليزي بقنوات الشوتايم، وحاليًا يعمل في قناة الجزيرة كمحلل وشارك بها في تحليل مباريات كأس العالم 2010م وحاليا محلل في قناة الكاس الرياضيه واعتزل سنة 2001 وحصل على أفضل لاعب إماراتي سنة 1986ووشارك في 5 دورات الخليج واحرز مع نادي النصر الإماراتي 5 بطولات الدوري و3 كاس رئيس الدولة والدوري المشترك وشارك كمحلل في كاس العالم 2010 جنوب افريقيا مع البي ان سبورت

## روابط خارجية
- عبد الرحمن محمد على موقع الاتحاد الدولي (مؤرشف)  (الإنجليزية)
- عبد الرحمن محمد على موقع قاعدة بيانات كرة القدم.إي يو (الإنجليزية)
- عبد الرحمن محمد على موقع ناشيونال فوتبول تيمز (الإنجليزية)
- عبد الرحمن محمد على موقع عالم كرة القدم.نت (الإنجليزية)